# .lb
.lb is het achtervoegsel van domeinen van websites uit Libanon.
Er heerst enige onduidelijkheid omtrent de registratie-eisen. Gevraagd wordt om een officiële merknaam registratie, maar in de regel wordt ook een officieel handelsnaambewijs geaccepteerd.
Van elke naam op het derde niveau wordt maar een versie geaccepteerd, dus niet zowel voorbeeld.org.lb als voorbeeld.com.lb. De reden is dat op termijn de namen wellicht naar het tweede niveau zullen worden gemigreerd.